# SV Darmstadt 98
SV Darmstadt 98 is een Duitse voetbalclub uit de stad Darmstadt in de Duitse deelstaat Hessen.

## Geschiedenis

### Vooroorlogse geschiedenis
De club kwam tot stand op 11 november 1919 door een fusie tussen FK Olympia 1898 Darmstadt en SC Darmstadt 1905. Enkel Olympia had hiervoor al op het hoogste niveau gespeeld. Bedoeling was om een topclub te creëren voor de stad, al mislukte dat doel aanvankelijk. De club mocht wel beginnen in de hoogste klasse van de nieuwe Odenwaldse competitie, maar werd twee keer voorlaatste. In 1921 werd de Rijncompetitie ingevoerd als nieuwe hoogste klasse. Deze bestond aanvankelijk uit vier reeksen en werd over twee jaar teruggebracht naar één reeks. De club werd in het eerste jaar derde, maar de tweede schifting werd niet overleefd na een laatste plaats. Na één seizoen in de tweede klasse keerde Darmstadt terug naar de hoogste klasse. Na twee plaatsen in de lagere middenmoot werden ze zesde in 1926/27. Na dit seizoen werden ze overgeheveld naar de Hessense competitie, waar ze meteen uit degradeerden. Ook nu konden ze al na één seizoen terugkeren. In 1930/31 werd de club laatste, maar werd gered door een uitbreiding van de competitie, echter bleek dit uitstel van executie te zijn, want ook het volgende seizoen werden ze laatste.
In 1933 werd de Gauliga ingevoerd als nieuwe hoogste klasse. Door deze sterkere competitie had de club het nog zwaarder om terug te keren. In vele Duitse grootsteden besliste de NSDAP dat vele sportclubs moesten fuseren tot één grote club. In Darmstadt ontstond zo GfL Darmstadt, maar danzkij verzet van het bestuur kon SV 98 zijn zelfstandigheid bewaren. Pas toen de Gauliga om oorlogsredenen verder opgesplitst werd slaagde Darmstadt erin te promoveren naar de Gauliga Hessen-Nassau in 1941. Er waren twee groepen en SV 98 werd tweede in zijn groep achter Reichsbahn TSV Rot-Weiß Frankfurt. Het volgende seizoen werden beide reeksen samengevoegd en werd de club andermaal laatste. Bij het bombardement op Darmstadt in september 1944 werd bijna 80% van de stad verwoest, waardoor het niet meer mogelijk was te voetballen.

### Naoorlogse geschiedenis
Na de Tweede Wereldoorlog speelde de club in de tweede klasse. In 1949/50 streed de club om de titel op de laatste speeldag en won thuis voor 12.000 toeschouwers van Viktoria Aschaffenburg. In de eindronde om promotie was de club ingedeeld in een groep met 1. FC Bamberg, FV Union 08 Böckingen en 1. FC Pforzheim en won vijf van de zes wedstrijden en promoveerde. De club werd vijftiende op achttien clubs en werd slachtoffer van inkrimping van de competitie. Hierna slaagde Darmstadt er niet meer in te promoveren naar de Oberliga.
In de 2. Liga Süd eindigde de club steevast in de middenmoot en maakte geen kans meer op de promotie. Na een degradatie in 1961 kon de club meteen terugkeren en werd tiende. Echter werd de club opnieuw slachtoffer van competitie hervorming. De Bundesliga werd ingevoerd als hoogste klasse en de Regionalliga werd nu de tweede klasse. Enkel de top 9 plaatste zich hiervoor. Darmstadt promoveerde wel na één seizoen naar de Regionalliga. In 1969 werd de club achtste, wat de beste notering was, een jaar later volgde een nieuwe degradatie. Ook nu keerde de club na één seizoen al terug en werd knap zevende. Het volgende jaar volgde zowaar de titel. De club nam nu aan de eindronde om promotie deel met vijf teams in één groep en ze werden tweede achter Rot-Weiß Essen. Na het volgende seizoen werd de 2. Bundesliga ingevoerd als nieuwe tweede klasse en als vierde van het klassement was de club hiervoor geplaatst.
Na enkele jaren in de betere middenmoot streed de club in 1978 helemaal mee voor de titel. Na een middelmatige start had de club een daverende terugronde met o.a. twaalf overwinningen op rij. Voor de wedstrijd tegen 1. FC Nürnberg kwamen 26.000 toeschouwers. In de terugronde verloor de club uiteindelijk slechts één keer. 
Voor het eerst promoveerde de club naar de Bundesliga. Vele spelers van de club waren echter geen profs en wilden hun carrière buiten het voetbal niet zomaar op het spel zetten. Hierdoor moest er vaak 's avonds getraind worden. De club begon mooi met een gelijkspel tegen FC Bayern München, maar daarna stapelden de nederlagen zich op en aan het einde van het seizoen volgde een degradatie.
Na twee seizoenen op het 2e niveau werd opnieuw promotie afgedwongen. De DFB legde wel enkele voorwaarden op bij de promotie. Zo moest er onder andere een verlichting voor avondwedstrijden aangebracht worden. In tegenstelling tot het voorgaande Bundesligajaar kreeg de club geen financiële ondersteuning van de stad en moest alle kosten zelf dragen waardoor weinig nieuwe spelers aangetrokken konden worden. De club begon beter aan het seizoen als bij de eerste keer, maar kon ook nu de degradatie niet verhinderen. De volgende jaren werd de club een grijze muis in de 2. Bundesliga en kon pas in 1987 nog eens de vierde plaats behalen. Het volgende jaar eindigde de club samen met FC St. Pauli en Wattenscheid 09 op de tweede plaats, maar telde een slechter doelsaldo van 1 goal waardoor St. Pauli promoveerde. Echter maakte de club nog kans op promotie na een wedstrijd tegen SV Waldhof Mannheim uit de Bundesliga. Thuis won de club voor 25.000 met 3:2 (na 0:2 achterstand) en in Mannheim verloren ze met 2:1. Na verlengingen viel geen beslissende goal waardoor penalty's over het lot van de club beslisten. Waldhof won de reeks en bleef in de Bundesliga. Twee jaar later kon degradatie maar net vermeden worden en in 1991 zou de club degraderen, ware het niet dat Rot-Weiß Essen geen licentie kreeg en zo het vel van Darmstadt redde. In 1993 werd de club afgetekend laatste en degradeerde voor het eerst sinds 1970 naar de derde klasse.
Het volgende seizoen in de Oberliga was belangrijk, want door de invoering van de Regionalliga als nieuwe derde klasse in 1994 moest de club een goede notering afdwingen. De club slaagde hierin, maar in de Regionalliga vocht de club steevast tegen degradatie. Na één seizoen keerde de club terug en opnieuw was een goede notering belangrijk omdat de Regionalliga werd teruggebracht van vier naar twee reeksen. De negende plaats was voldoende en het jaar erop werd de club zowaar vijfde. Echter ging het daarna snel bergaf en volgde een degradatie in 2003. De club was nochtans goed aan het seizoen begonnen en had na dertien speeldagen nog uitzicht op promotie, maar zakte dan helemaal weg.
In de Oberliga Hessen werd de club soeverein kampioen en keerde terug naar de Regionalliga Süd. De club wilde in het eerste seizoen het behoud verzekeren en werd zowaar zelfs vijfde. Het volgende seizoen wilde de club kans maken op promotie om zo opnieuw een profclub te worden, echter was de vijfde plaats die ze nu behaalden eerder een ontgoocheling. Voor het volgende seizoen kon de club slechts vijf spelers houden en door beperkte financiële mogelijkheden konden weinig grote spelers aangetrokken worden waardoor de club opnieuw degradeerde.
Het bestuur bij de club werd volledig vernieuwd en er kwam een nieuwe aanpak. De club zette een serie van veertien overwinningen op rij neer en al in april 2008 stond de terugkeer naar de Regionalliga vast. Kort daarvoor had het bestuur echter aangegeven met een miljoenenschuld te zitten en dat het faillissement misschien aangevraagd zou moeten worden. Onder leiding van voorzitter Hans Kessler en de fans die zich tegen een faillissement verzetten werden talrijke acties op touw gezet om geld in te zamelen en Darmstadt kreeg de licentie voor de Regionalliga, die door de invoering van de 3. Liga wel nog maar de vierde klasse was. Na twee seizoenen vechten tegen degradatie zorgde trainer Kosta Runjaic voor een ommekeer. Met negen zeges in de laatste negen wedstrijden kaapte Darmstadt de titel weg voor de neus van Stuttgarter Kickers. De club promoveerde nu naar de 3. Liga, waar het tot 2007 speelde.
In 2008 promoveerde de club opnieuw naar de Regionalliga Süd en in 2011 volgde promotie naar de 3. Liga. De club begon goed aan de competitie met een 5:1 tegen promotiekandidaat Arminia Bielefeld (al zou de club uiteindelijk maar in de middenmoot eindigen). Darmstadt eindigde als veertiende. In het lopende seizoen 2012/13 staat de club aan de winterstop op een degradatieplaats. Trainer Runjaic ruilde in september de club al in voor MSV Duisburg. Ook met de volgende trainer Jürgen Seeberger liep het niet vlot en eind 2012 nam dan Dirk Schuster het roer over. Onder hem ging het beter en het behoud kwam in zicht en op de laatste speeldag moest de club in direct duel met Stuttgarter Kickers om het behoud spelen. Het werd 1-1 waardoor Darmstadt zou degraderen, echter doordat Kickers Offenbach geen licentie kreeg voor het volgende seizoen kon de club toch in de 3. Liga blijven.
In de DFB-Pokal 2013/14 versloeg de club in de eerste ronde Borussia Mönchengladbach na strafschoppen en werd in de tweede ronde gewipt door FC Schalke 04. In de competitie liep het dit jaar vlotjes voor de club en na een tijd kon de club zich nestelen op de derde plaats en die ook vasthouden. De club speelde de eindronde om promotie tegen DSC Arminia Bielefeld. Thuis verloren ze met 1-3 waardoor promotie erg ver weg leek, maar in Bielefeld kwamen dezelfde cijfers op het scorebord waardoor er verlenging gespeeld werden die Darmstadt met 2-4 kon winnen en zo na 21 jaar terug naar de 2. Bundesliga keerde. Het daaropvolgende seizoen wist de club dankzij de tweede plaats direct door te stoten naar de 1. Bundesliga, waardoor de club na 33 jaar terugkeerde op het hoogste niveau. De ploeg van Schuster won op de slotdag met 1-0 van FC St. Pauli en werd daardoor tweede in de 2. Bundesliga, achter het reeds eerder gepromoveerde FC Ingolstadt 04.
In het eerste seizoen terug in de Bundesliga eindigde Darmstadt op een keurige veertiende plaats in de eindrangschikking. Het daaropvolgende seizoen liep het echter veel stroever en werd trainer Norbert Meier nog voor de winterstop ontslagen. Maar ook onder diens opvolger Torsten Frings wist Darmstadt zich niet te ontworstelen aan de laatste plaats. Het doek viel op zaterdag 6 mei, toen de ploeg met 1-0 verloor van en bij regerend landskampioen Bayern München. De enige treffer in die wedstrijd kwam op naam van Juan Bernat, die na ruim een kwartier scoorde op aangeven van Franck Ribéry. Darmstadt kreeg nog de kans om een punt te pakken, maar Hamit Altintop miste vlak voor tijd een strafschop. Na een goed begin aan het nieuwe seizoen in de tweede klasse zakte de club weg en een tweede degradatie op rij wenkte. Aan het einde van het seizoen haalde de club 11 uit 15 waardoor ze nog terug klommen naar een tiende plaats. Een jaar later werd de club wederom tiende aan het eind van het seizoen. In de jaren daarna eindigde de club respectievelijk vijfde, zevende, vierde en tweede in de competitie. De tweede plaats was goed voor promotie naar het hoogste niveau. In het 61e seizoen van de Bundesliga eindigde de club laatste, met drie gewonnen wedstrijden en zeventien punten in totaal. Vanaf de veertiende speelronde stond de club onderaan in het klassement.

## Erelijst
- Kampioen Oberliga Hessen

1950, 1962, 1964, 1971, 1999, 2004, 2008
- Kampioen Regionalliga Süd

2011
- Promotie naar 2. Bundesliga

1964, 2014
- Promotie naar Bundesliga

1978, 1981, 2015, 2023

## Overzichtslijsten
| Niveau | Aantal | Periode (1945-2026)                                                                                          |
| ------ | ------ | --- |
| I      | 6      | 1950-1951, 1978-1979, 1981-1982, 2015-2017, 2023-2024                                                        |
| II     | 51     | 1945-1950, 1951-1961, 1962-1963, 1964-1970, 1971-1978, 1979-1981, 1982-1993, 2014-2015, 2017-2023, 2024-.... |
| III    | 21     | 1961-1962, 1963-1964, 1970-1971, 1993-1998, 1999-2003, 2004-2007, 2008-2011, 2011-2014                       |
| IV     | 3      | 1998-1999, 2003-2004, 2007-2008                                                                              |

### Eindklasseringen vanaf 1964 (grafisch)
- 1964 1e
Niveau 3
- 1965 14e
Regionalliga
- 1966 13e
Regionalliga
- 1967 14e
Regionalliga
- 1968 14e
Regionalliga
- 1969 8e
Regionalliga
- 1970 18e
Regionalliga
- 1971 1e
Niveau 3
- 1972 7e
Regionalliga
- 1973 1e
Regionalliga
- 1974 4e
Regionalliga
- 1975 10e
2. Bundesliga
- 1976 7e
2. Bundesliga
- 1977 6e
2. Bundesliga
- 1978 1e
2. Bundesliga
- 1979 18e
Bundesliga
- 1980 4e
2. Bundesliga
- 1981 1e
2. Bundesliga
- 1982 17e
Bundesliga
- 1983 7e
2. Bundesliga
- 1984 12e
2. Bundesliga
- 1985 15e
2. Bundesliga
- 1986 10e
2. Bundesliga
- 1987 4e
2. Bundesliga
- 1988 3e
2. Bundesliga
- 1989 11e
2. Bundesliga
- 1990 16e
2. Bundesliga
- 1991 17e
2. Bundesliga
- 1992 8e
2. Bundesliga
- 1993 24e
2. Bundesliga
- 1994 9e
Oberliga
- 1995 11e
Regionalliga
- 1996 15e
Regionalliga
- 1997 13e
Regionalliga
- 1998 16e
Regionalliga
- 1999 1e
Oberliga
- 2000 9e
Regionalliga
- 2001 5e
Regionalliga
- 2002 14e
Regionalliga
- 2003 17e
Regionalliga
- 2004 1e
Oberliga
- 2005 5e
Regionalliga
- 2006 5e
Regionalliga
- 2007 16e
Regionalliga
- 2008 1e
Oberliga
- 2009 15e
Regionalliga
- 2010 15e
Regionalliga
- 2011 1e
Regionalliga
- 2012 14e
3. Liga
- 2013 18e
3. Liga
- 2014 3e
3. Liga
- 2015 2e
2. Bundesliga
- 2016 14e
Bundesliga
- 2017 18e
Bundesliga
- 2018 10e
2. Bundesliga
- 2019 10e
2. Bundesliga
- 2020 5e
2. Bundesliga
- 2021 7e
2. Bundesliga
- 2022 4e
2. Bundesliga
- 2023 2e
2. Bundesliga
- 2024 18e
Bundesliga
- 2025 12e
2. Bundesliga

- Niveau 1
- Niveau 2
- Niveau 3
- Niveau 4

| Legenda niveautijdlijn | Legenda niveautijdlijn      | Legenda niveautijdlijn      | Legenda niveautijdlijn      | Legenda niveautijdlijn    | Legenda niveautijdlijn |
| Liga                   | Seizoen 1963/64 t/m 1973/74 | Seizoen 1974/75 t/m 1993/94 | Seizoen 1994/95 t/m 2007/08 | Seizoen 2008/09 tot heden | Opmerking              |
| ---------------------- | --------------------------- | --------------------------- | --------------------------- | ------------------------- | ---------------------- |
| Bundesliga             | Niveau I                    | Niveau I                    | Niveau I                    | Niveau I                  |                        |
| 2. Bundesliga          | --                          | Niveau II                   | Niveau II                   | Niveau II                 |                        |
| 3. Liga                | --                          | --                          | --                          | Niveau III                |                        |
| Regionalliga           | Niveau II                   | --                          | Niveau III                  | Niveau IV                 |                        |
| Oberliga               | --                          | Niveau III *                | Niveau IV                   | Niveau V                  | * vanaf 1978/79        |

### Seizoensresultaten vanaf 1964
| Seizoen | Competitie            | Niveau | Eindstand | DFB Pokal   | Opmerking |
| ------- | --------------------- | ------ | --------- | ----------- | --- |
| 1963/64 | 1. Amateurliga Hessen | III    | 1         | --          | |
| 1964/65 | Regionalliga Süd      | II     | 14        | --          | |
| 1965/66 | Regionalliga Süd      | II     | 13        | --          | |
| 1966/67 | Regionalliga Süd      | II     | 14        | --          | |
| 1967/68 | Regionalliga Süd      | II     | 14        | --          | |
| 1968/69 | Regionalliga Süd      | II     | 8         | --          | |
| 1969/70 | Regionalliga Süd      | II     | 18        | --          | |
| 1970/71 | Hessenliga            | III    | 1         | --          | Finalist Hessenpokal > Rot-Weiss Frankfurt: 2-3 nv |
| 1971/72 | Regionalliga Süd      | II     | 7         |             | |
| 1972/73 | Regionalliga Süd      | II     | 1         | --          | 2e in promotiegroep 2 met 5 teams |
| 1973/74 | Regionalliga Süd      | II     | 4         | 1e ronde    | |
| 1974/75 | 2. Bundesliga-Süd     | II     | 10        | 2e ronde    | |
| 1975/76 | 2. Bundesliga-Süd     | II     | 7         | 8e finale   | |
| 1976/77 | 2. Bundesliga-Süd     | II     | 6         | 3e ronde    | |
| 1977/78 | 2. Bundesliga-Süd     | II     | 1         | 2e ronde    | Liga topscorer: Peter Cestonaro (27) |
| 1978/79 | Bundesliga            | I      | 18        | 3e ronde    | |
| 1979/80 | 2. Bundesliga-Süd     | II     | 4         | 8e finale   | |
| 1980/81 | 2. Bundesliga-Süd     | II     | 1         | 3e ronde    | Liga topscorer: Horst Neumann (27) |
| 1981/82 | Bundesliga            | I      | 17        | 3e ronde    | |
| 1982/83 | 2. Bundesliga         | II     | 7         | 8e finale   | |
| 1983/84 | 2. Bundesliga         | II     | 12        | 1e ronde    | |
| 1984/85 | 2. Bundesliga         | II     | 15        | 2e ronde    | |
| 1985/86 | 2. Bundesliga         | II     | 10        | 1e ronde    | |
| 1986/87 | 2. Bundesliga         | II     | 4         | kwartfinale | |
| 1987/88 | 2. Bundesliga         | II     | 3         | 2e ronde    | promotie play-off > SV Waldhof Mannheim: 3-2 / 1-2, Beslissingswedstrijd: 0-0 (4-5 ns)                                                                                 |
| 1988/89 | 2. Bundesliga         | II     | 11        | 1e ronde    | |
| 1989/90 | 2. Bundesliga         | II     | 16        | 8e finale   | |
| 1990/91 | 2. Bundesliga         | II     | 17        | 1e ronde    | |
| 1991/92 | 2. Bundesliga-Süd     | II     | 8         | 2e ronde    | |
| 1992/93 | 2. Bundesliga         | II     | 24        | 1e ronde    | |
| 1993/94 | Oberliga Hessen       | III    | 9         | 1e ronde    | |
| 1994/95 | Regionalliga Süd      | III    | 11        | --          | |
| 1995/96 | Regionalliga Süd      | III    | 15        | --          | |
| 1996/97 | Regionalliga Süd      | III    | 13        | --          | |
| 1997/98 | Regionalliga Süd      | III    | 16        | --          | |
| 1998/99 | Oberliga Hessen       | IV     | 1         | --          | Winnaar Hessenpokal > Borussia Fulda: 4-0 |
| 1999/00 | Regionalliga Süd      | III    | 9         | 1e ronde    | |
| 2000/01 | Regionalliga Süd      | III    | 5         | --          | Winnaar Hessenpokal > SV Wehen Wiesbaden: 2-1 |
| 2001/02 | Regionalliga Süd      | III    | 14        | 8e finale   | |
| 2002/03 | Regionalliga Süd      | III    | 17        | --          | |
| 2003/04 | Oberliga Hessen       | IV     | 1         | --          | |
| 2004/05 | Regionalliga Süd      | III    | 5         | --          | |
| 2005/06 | Regionalliga Süd      | III    | 5         | --          | Winnaar Hessenpokal > FSV Frankfurt: 2-1 |
| 2006/07 | Regionalliga Süd      | III    | 16        | 1e ronde    | Winnaar Hessenpokal > KSV Klein-Karben: 3-0 |
| 2007/08 | Oberliga Hessen       | IV     | 1         | 1e ronde    | Winnaar Hessenpokal > Viktoria Aschaffenburg: 2-1 |
| 2008/09 | Regionalliga Süd      | IV     | 15        | 1e ronde    | invoering 3. Liga; Finalist Hessenpokal > Kickers Offenbach: 0-1 |
| 2009/10 | Regionalliga Süd      | IV     | 15        | --          | |
| 2010/11 | Regionalliga Süd      | IV     | 1         | --          | |
| 2011/12 | 3. Liga               | III    | 14        | --          | |
| 2012/13 | 3. Liga               | III    | 18        | --          | Winnaar Hessenpokal > SV Wehen Wiesbaden: 4-0 |
| 2013/14 | 3. Liga               | III    | 3         | 2e ronde    | promotie play-off > DSC Arminia Bielefeld: 1-3 thuis/4-2 nv (uit); Liga topscorer: Dominik Stroh-Engel (27); Finalist Hessenpokal > Kickers Offenbach: 1-1 nv (1-3 ns) |
| 2014/15 | 2. Bundesliga         | II     | 2         | 1e ronde    | |
| 2015/16 | Bundesliga            | I      | 14        | 8e finale   | |
| 2016/17 | Bundesliga            | I      | 18        | 2e ronde    | |
| 2017/18 | 2. Bundesliga         | II     | 10        | 1e ronde    | |
| 2018/19 | 2. Bundesliga         | II     | 10        | 2e ronde    | |
| 2019/20 | 2. Bundesliga         | II     | 5         | 2e ronde    | |
| 2020/21 | 2. Bundesliga         | II     | 7         | 8e finale   | Ligatopscorer: Serdar Dursun (27) |
| 2021/22 | 2. Bundesliga         | II     | 4         | 1e ronde    | |
| 2022/23 | 2. Bundesliga         | II     | 2         | 8e finale   | |
| 2023/24 | Bundesliga            | I      | 18        | 1e ronde    | |
| 2024/25 | 2. Bundesliga         | II     | 12        | 8e finale   | |
| 2025/26 | 2. Bundesliga         | II     | .         | .           | |

## Selectie 2022/23
| Nr. |                     | Positie | Speler               |
| --- | ------------------- | ------- | -------------------- |
| 1.  | Vlag van Duitsland  | DM      | Marcel Schuhen       |
| 3.  | Vlag van Zweden     | V       | Thomas Isherwood     |
| 4.  | Vlag van Duitsland  | V       | Christoph Zimmermann |
| 5.  | Vlag van Duitsland  | V       | Patric Pfeiffer      |
| 6.  | Vlag van Duitsland  | M       | Marvin Mehlem        |
| 7.  | Vlag van Duitsland  | M       | Braydon Manu         |
| 8.  | Vlag van Duitsland  | M       | Fabian Schnellhardt  |
| 9.  | Vlag van Duitsland  | A       | Phillip Tietz        |
| 11. | Vlag van Duitsland  | M       | Tobias Kempe         |
| 14. | Vlag van Denemarken | M       | Magnus Warming       |
| 16. | Vlag van Engeland   | V       | Keanan Bennetts      |
| 17. | Vlag van Duitsland  | V       | Frank Ronstadt       |
| 18. | Vlag van Oostenrijk | M       | Mathias Honsak       |

| Nr. |                      | Positie | Speler            |
| --- | -------------------- | ------- | ----------------- |
| 19. | Vlag van Oostenrijk  | V       | Emir Karic        |
| 20. | Vlag van Duitsland   | V       | Jannik Müller     |
| 21. | Vlag van Duitsland   | DM      | Steve Kroll       |
| 22. | Vlag van Duitsland   | A       | Aaron Seydel      |
| 23. | Vlag van Albanië     | M       | Klaus Gjasula     |
| 26. | Vlag van Duitsland   | V       | Matthias Bader    |
| 28. | Vlag van Frankrijk   | M       | Yassin Ben Balla  |
| 29. | Vlag van Zweden      | A       | Oscar Vilhelmsson |
| 30. | Vlag van Duitsland   | DM      | Alexander Brunst  |
| 32. | Vlag van Duitsland   | V       | Fabian Holland    |
| 38. | Vlag van Duitsland   | V       | Clemens Riedel    |
| 40. | Vlag van Zwitserland | A       | Filip Stojilkovic |
| 41. | Vlag van Duitsland   | M       | Philipp Sonn      |

## Spelers records
Top-5 meest gespeelde wedstrijden
| Nr. | Land      | Naam                | Positie      | Periode    | Aantal |
| --- | --------- | ------------------- | ------------ | ---------- | ------ |
| 1.  | Duitsland | Edwin Westenberger† | Verdediger   | 1972-1984  | 377    |
| 2.  | Duitsland | Dieter Rudolf       | Doelman      | 1973-1984  | 344    |
| 3.  | Duitsland | Oliver Posniak      | Middenvelder | 1980-1989  | 343    |
| 4.  | Duitsland | Fabian Holland      | Verdediger   | 2014-heden | 296 *) |
| 5.  | Duitsland | Willi Wagner        | Verdediger   | 1972-1983  | 295    |

Top-5 Doelpuntenmakers
| Nr. | Land               | Naam            | Periode                | Aantal |
| --- | ------------------ | --------------- | ---------------------- | ------ |
| 1.  | Duitsland          | Peter Cestonaro | 1976-1982              | 93     |
| 2.  | Duitsland          | Uwe Kuhl        | 1982-1990              | 75     |
| 3.  | Duitsland/ Turkije | Serdar Dursun   | 2018-2021              | 59     |
| 4.  | Duitsland          | Tobias Kempe    | 2014-2016 / 2017-heden | 57     |
| 5.  | Duitsland          | Walter Bechtold | 1972-1980              | 54     |

- t/m 02-08-2025

## Bekende (ex-)spelers
- Dario Đumić

## Andere sporten
De sportclub heeft zo'n 1200 leden en biedt ook tafeltennis, basketbal, atletiek, fietsen, judo en cheerleaden aan zijn leden aan.